# الصلاة الربية

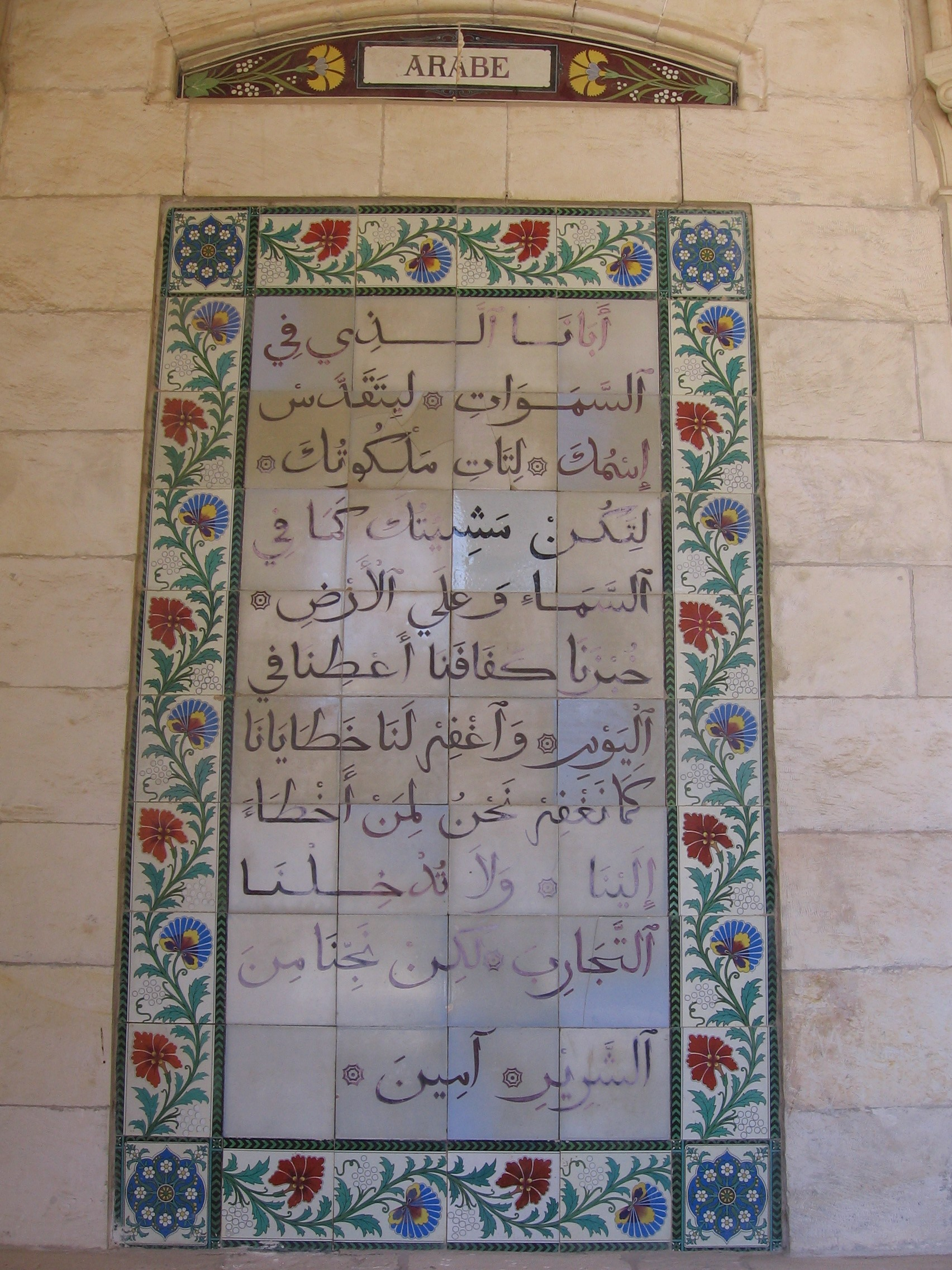
الصلاة الربيّة في اللغة العربية.

الصلاة الربيّة (باليونانيّة: Κυριακή προσευχή، باللاتينيّة: Oratio Dominica) هي صلاة مسيحية أوصى بها يسوع عندما سأله التلاميذ كيف يُصلّون وهي مذكورة في الأناجيل.
تعد الصلاة الربيّة من أكثر الصلوات المسيحية انتشارا كونها صلاة معتمدة من كل الكنائس المسيحية. في عيد القيامة سنة 2007، أشارت التقديرات إلى أن العديد من 2.2 مليار كاثوليكي، وأنجليكاني، وبروتستانتي وأرثوذكسي شارك في الاحتفال بعيد الفصح وقرأ وصلى الصلاة الربيّة في مئات من اللغات. وعلى الرغم من الخلافات اللاهوتية واختلاف وسائل العبادة بين المسيحيين، إلا أنه وفقًا لأستاذ فولر سميناري كلايتون شميت: "هناك شعور من التضامن في معرفة أن المسيحيين في جميع أنحاء العالم يصلون معًا ...، وهذه الكلمات توحدنا دائماً.

## الصلاة الحالية
أَبَانَا ٱلَّذِي فِي ٱلسَّمَوَاتِ

لِيَتَقَدَّسِ ٱسْمُكَ،

لِيَأْتِ مَلَكُوتُكَ،

لِتَكُنْ مَشِيئَتُكَ،

كَمَا فِي ٱلسَّمَاءِ كَذٰلِكَ عَلَى ٱلْأَرْضِ،

خُبْزَنَا الجَوهَري أعطِنا اليَوم،

وَٱترُك لنا ما علينا،

كَمَا نَترُك نَحْنُ لِمَن لَنا عَلَيه،

وَلَا تُدْخِلْنَا فِي ٱلتَّجْرِبَةِ،

وَلٰكِنْ نَجِّنَا مِنَ ٱلشَّرِيرِ

لِأَنَّ لَكَ ٱلْمُلْكَ وَٱلْقُدْرَةَ وَٱلْمَجْدَ إِلَى أَبَدِ ٱلدُّهُورِ.

آمِينَ. 

## في الأناجيل

### في إنجيل متى
متى اصحاح 6 الآيات :
5 وَعِنْدَمَا تُصَلُّونَ، لَا تَكُونُوا مِثْلَ الْمُرَائِينَ الَّذِينَ يُحِبُّونَ أَنْ يُصَلُّوا وَاقِفِينَ فِي الْمَجَامِعِ وَفِي زَوَايَا الشَّوَارِعِ لِيَرَاهُمُ النَّاسُ. الْحَقَّ أَقُولُ لَكُمْ: إِنَّهُمْ قَدْ نَالُوا مُكَافَأَتَهُمْ.
6 أَمَّا أَنْتَ، فَعِنْدَمَا تُصَلِّي، فَادْخُلْ غُرْفَتَكَ، وَأَغْلِقِ الْبَابَ عَلَيْكَ، وَصَلِّ إِلَى أَبِيكَ الَّذِي فِي الْخَفَاءِ. وَأَبُوكَ الَّذِي يَرَى فِي الْخَفَاءِ، هُوَ يُكَافِئُكَ.
7 وَعِنْدَمَا تُصَلُّونَ، لَا تُكَرِّرُوا كَلامًا فَارِغًا كَمَا يَفْعَلُ الْوَثَنِيُّونَ، ظَنًّا مِنْهُمْ أَنَّهُ بِالإِكْثَارِ مِنَ الْكَلامِ، يُسْتَجَابُ لَهُمْ.
8 فَلَا تَكُونُوا مِثْلَهُمْ، لأَنَّ أَبَاكُمْ يَعْلَمُ مَا تَحْتَاجُونَ إِلَيْهِ قَبْلَ أَنْ تَسْأَلُوهُ.
9 فَصَلُّوا أَنْتُمْ مِثْلَ هَذِهِ الصَّلَاةِ: أَبَانَا الَّذِي فِي السَّمَأوَاتِ، لِيَتَقَدَّسِ اسْمُكَ!
10 لِيَأْتِ مَلَكُوتُكَ! لِتَكُنْ مَشِيئَتُكَ عَلَى الأَرْضِ كَمَا هِيَ فِي السَّمَاءِ!
11 خُبْزَنَا كَفَافَنَا أَعْطِنَا الْيَوْمَ!
12 وَاغْفِرْ لَنَا ذُنُوبَنَا، كَمَا نَغْفِرُ نَحْنُ لِلْمُذْنِبِينَ إِلَيْنَا!
13 وَلَا تُدْخِلْنَا فِي تَجْرِبَةٍ، لَكِنْ نَجِّنَا مِنَ الشِّرِّيرِ، لأَنَّ لَكَ الْمُلْكَ وَالْقُوَّةَ وَالْمَجْدَ إِلَى الأَبَدِ. آمِين.
14 فَإِنْ غَفَرْتُمْ لِلنَّاسِ زَلَّاتِهِمْ، يَغْفِرْ لَكُمْ أَبُوكُمُ السَّمَأوِيُّ زَلَّاتِكُمْ.
15 وَإِنْ لَمْ تَغْفِرُوا لِلنَّاسِ، لَا يَغْفِرْ لَكُمْ أَبُوكُمُ السَّمَأوِيُّ زَلَّاتِكُمْ.

### في إنجيل لوقا
لوقا اصحاح 11 آيات:
1 وَكَانَ يُصَلِّي فِي أَحَدِ الأَمَاكِنِ، فَلَمَّا انْتَهَى، قَالَ لَهُ أَحَدُ تَلَامِيذِهِ: «يَارَبُّ، عَلِّمْنَا أَنْ نُصَلِّيَ كَمَا عَلَّمَ يُوحَنَّا تَلَامِيذَهُ».
2 فَقَالَ لَهُمْ: «عِنْدَمَا تُصَلُّونَ، قُولُوا: أَبَانَا الَّذِي فِي السَّمَأوَاتِ لِيَتَقَدَّسِ اسْمُكَ، لِيَأْتِ مَلَكُوتُكَ. لِتَكُنْ مَشِيئَتُكَ كَمَا فِي السَّمَاءِ كَذلِكَ عَلَى الأَرْضِ.
3 خُبْزَنَا كَفَافَنَا أَعْطِنَا كُلَّ يَوْمٍ؛
4 وَاغْفِرْ لَنَا خَطَايَانَا، لأَنَّنَا نَحْنُ أَيْضًا نَغْفِرُ لِكُلِّ مَنْ يُذْنِبُ إِلَيْنَا؛ وَلَا تُدْخِلْنَا فِي تَجْرِبَةٍ لكِنْ نَجِّنَا مِنَ الشِّرِّيرِ! »

## صور
الصلاة الربية بعدة لغات:

بالآرامية
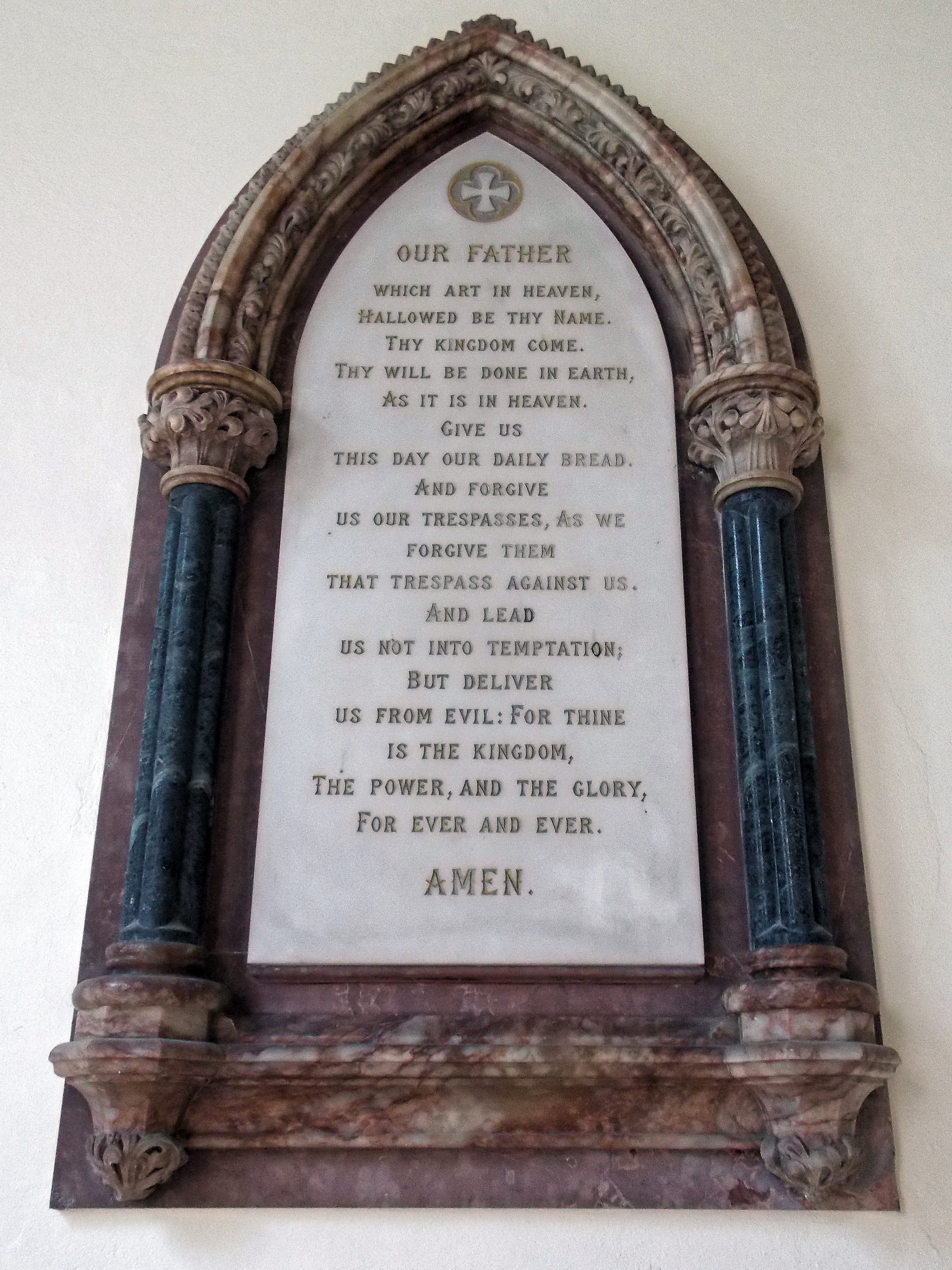
بالإنجليزية
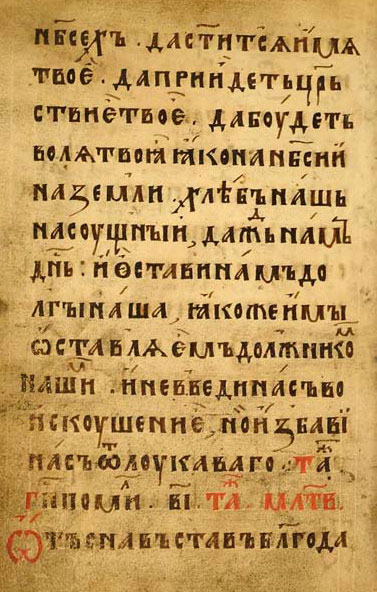
بالروسية

## مواقع ذات صلة
- الصلاة النموذجية: أبانا الذي في السموات